# Амрам гаон
Амрам гаон (ивр. עמרם גאון‎, или Мар Амрам; умер около 875 года), также Амрам бен-Шошна (Амрам бин-Шушна) — крупнейший галахический авторитет эпохи гаонов. Глава сурской академии в Мата-Мехасии (846—864). Первый составитель полного синагогального богослужения. Сидур Амрама гаона представляет собой основу текстов испанско-португальской и немецко-польской литургий (сефардский носах). Место рождения и год — неизвестны.

## Биография
Обладал исключительными способностями, ввиду чего был одарён своим учителем Натронаем II титулом «гаон» при жизни. Вступил в права гаона в 857 году. Являлся автором 120 галахических респонсов, вошедших в сборник «Шааре цедек». Считал лишним пост из-за дурного сновидения.
Наиболее значительным трудом Амрама гаона является составленный им сборник молитв вавилонской традиции.

## Сидур
Амрам гаон составил полный сидур для будней и праздников, для личных молитв и общинного синагогального богослужения, составленный по просьбе Ицхака бен Шимона из Испании. Указал текст с талмудическими пояснениями как самих молитв, так и ритуала, связанного с ними. Появление cидура Амрама гаона было вызвано стремлением вавилонского центра к доминированию над иудейскими общинами других стран.
Сидур Амрама гаона был издан в 1685 году в Варшаве Н. Н. Коронелем под названием «Седер рава Амрама гаона» (также называемый Йесод ха-Амрами («Амрамова основа») или Махзор де-рав Амрам («Молитвенник рава Амрама»)). Сидур Амрама гаона основан на вавилонской традиции и вавилонском Талмуде. Состоит из двух частей:
- Первая часть — Шахарит, Маамадот, Минха, Маарив (без молитвы «Амида»), Шма перед сном, слихот для понедельника и четверга, субботнюю молитву, редкий вариант молитвы «Кадиш» для одинокого еврея без общины, славословие новолуния, посты, Ханука, Пурим, Песах, пасхальная агада, 9-е ава, Рош ха-Шана, Йом-кипур, Суккот, порядок эрува, обрезания, свадьбы, молитвы для путешественников, молитвы по разным случаям, молитва «Биркат ха-мазон»[8][9] во время траура
- Вторая часть — собрания слихот более поздних авторов, разделённых на 15 маамадот для 15-и ночей, предшествующих Рош ха-Шана, гимны и йоцерот для Рош ха-Шана и Йом-кипура

Хотя, известное сегодня издание приписывают Амраму гаону, очевидно, сидур является коллективным трудом более поздних авторов, напечатанный текст сидура значительно разнится с рукописями. Сравнение европейских рукописей с данными каирской генизы показало, что текст сидура многократно дополняли, исправляли.